# Las Claritas
Las Claritas est la capitale de la paroisse civile de San Isidro de la municipalité de Sifontes de l'État de Bolívar au Venezuela.